# Phường 7, Tân An
Phường 7 là một phường thuộc thành phố Tân An, tỉnh Long An, Việt Nam.

## Địa lý
Phường 7 nằm ở phía nam thành phố Tân An, có vị trí địa lý:
- Phía đông giáp xã Bình Tâm
- Phía tây giáp Phường 4 với ranh giới là sông Bảo Định
- Phía nam giáp xã An Vĩnh Ngãi
- Phía bắc giáp Phường 3.

Phường 7 có diện tích 4,15 km², dân số năm 2022 là 7.751 người, mật độ dân số đạt 1.867 người/km².

## Hành chính
Phường 7 được chia thành 4 khu phố: An Thuận 1, An Thuận 2, Bình An 1, Bình An 2.

## Lịch sử
Ngày 19 tháng 6 năm 2006, Chính phủ ban hành Nghị định số 60/2006/NĐ-CP (nghị định có hiệu lực từ ngày 1 tháng 11 năm 2006) về việc thành lập Phường 7 thuộc thị xã Tân An trên cơ sở điều chỉnh 185,09 ha diện tích tự nhiên và 1.475 nhân khẩu của xã An Vĩnh Ngãi; 45,65 ha diện tích tự nhiên và 343 nhân khẩu của xã Bình Tâm; 141,93 ha diện tích tự nhiên và 2.410 nhân khẩu của Phường 3.
Phường 7 có 372,67 ha diện tích tự nhiên và 4.228 nhân khẩu.
Ngày 24 tháng 8 năm 2009, Chính phủ ban hành Nghị quyết số 38/NQ-CP về việc thành lập thành phố Tân An thuộc tỉnh Long An. Phường 7 trực thuộc thành phố Tân An.